# Подводники (повесть)
«Подводники» — повесть русского советского писателя-мариниста Алексея Силыча Новикова-Прибоя (1877—1944), написанная им в Москве в 1922—1923 годах.

## История создания
В 1921 году Новиков-Прибой длительное время жил в Кронштадте, знакомясь со службой и бытом экипажей флотилии подводных лодок, результатом чего стало написание повести «Подводники». В архиве писателя хранится записная книжка с материалами к ней: ни для одного другого своего произведения (за исключением «Цусимы») он не собрал такого количества «заготовок». Обилие материала можно объяснить как ответственностью, которую ощущал автор, работая над морской повестью для нового, советского читателя, так и новизной материала, ведь «Подводники» стали первым отечественным произведением о людях подводного флота.
Первым вариантом произведения является хранящаяся в архиве писателя и датированная 12 февраля 1922 года рукопись объёмом в тридцать страниц «В царстве Нептуна». Впрочем, он не удовлетворил автора, и он приступил к работе над повестью, которая изначально была названа так же.

## Публикация
«Подводники» были впервые опубликованы в сборнике «Вехи Октября», изданном в Москве в 1923 году. Позднее в том же году в книгоиздательстве артели писателей «Круг» вышло в свет первое отдельное издание этой повести.
В изданиях детской и юношеской литературы повесть «Подводники» печаталась под названиями «На подводной лодке» и «Пленники бездны».

## Содержание
Заметки автора из записной книжки к «Подводникам» можно условно разделить на три категории: записи технические, записи бытовые и записи отдельных «морских» жаргонизмов.
Записи технического характера дают читателю представление о механизмах подводной лодки, о её вооружении, плавучести и прочих характеристиках. Стоит отметить, что большая часть этих заметок почерпнута писателем не из технической литературы и справочников, а из живого общения с командным составом. Записи бытового характера касаются различных сторон службы и быта подводников. Здесь можно прочесть даже меню блюд, которые готовились в день лодочного праздника, и различные приметы и суеверия моряков. Отдельно Новиков-Прибой записывал любимые выражения матросов: «глаза, что твой перископ», «зализанное море», «растрёпанные волны» и так далее. Эпизод с затоплением «Мурены» по вине проветривавшего отсек кока написан по мотивам реальной аварии, произошедшей на АГ-15 летом 1917 года.